# Miss Venezuela Mundo 2013
El Miss Venezuela Mundo 2013 fue la quinta (5°) edición del certamen de Miss Venezuela Mundo. Se llevó a cabo el 10 de agosto de 2013, en el estudio 1 de Venevisión. Al final del evento, Gabriella Ferrari, Miss Venezuela Mundo 2011 coronó a su sucesora Karen Soto (Miss Zulia); quien representó al país suramericano en el Miss Mundo 2013 ha celebrado el 28 de septiembre del mismo año en Indonesia.

## Resultados
| Resultado            | Candidata                                              |
| -------------------- | ------------------------------------------------------ |
| Miss Venezuela Mundo | - Zulia - Karen Soto                                   |
| Primera Finalista    | - Amazonas - Yuly Angarita Serrano                     |
| Segunda Finalista    | - Lara - Andrea Escobar                                |
| Top 5                | - Miranda - Aime Hernández - Carabobo - Arianne Suárez |

## Historia
Hasta la edición de 2011, se escogía en la misma versión a la representante al Miss Mundo; sin embargo, luego del Miss Mundo 2012 y atendiendo al requerimiento de la Organización Miss Mundo y luego de una reunión sostenida entre su presidenta, la señora Julia Morley, y su homólogo Osmel Sousa, la Organización Miss Venezuela tomó la decisión de ajustar los parámetros de la realización del certamen Miss Venezuela, dividiéndolo en dos eventos: uno para coronar a Miss Venezuela Universo, Miss Venezuela Internacional y Miss Tierra Venezuela y otro para escoger a la representante del país al Miss Mundo. El certamen fue producido por Hugo carregal.

## Desarrollo
El evento contó con la animación de Astrid Carolina Herrera, Luciano D’ Alessandro y junto a ellos Federica Guzmán
En la parte musical, el opening contó con la participación de Oscarcito y Los Nenes, Como pieza central estaría la participación de Servando y Florentino, Francisco León, Soledad Bravo y Carlos Romero “El Potrillo”, en un Homenaje a Simón Díaz, aunque este no pudo estar presente.
La banda de Reggae y Ska, Rawayana, pondría música al desfile en traje de baño que grabaron las aspirantes en las costas del Litoral Central. Por su parte, la agrupación Gaélica con su melodía Celta, enmarcará el desfile en traje de gala. DJ KIKA será la encargada de la animación musical de la competencia “Fashion Show” en la que las aspirantes mostraran sus habilidades para el modelaje y que también disfrutaremos durante la elección.

## Jurado
- Osmel Sousa, Presidente de la organización Miss Venezuela.
- Jacqueline Aguilera, Miss Mundo 1995.
- Gabriella Ferrari, Miss Venezuela Mundo 2012.
- María Milagros Veliz, Miss Venezuela Mundo 2009.
- Hilda Abrahamz, Actriz y Primera Finalista de Miss Venezuela 1980.
- Susan Carrizo, Miss Venezuela Mundo 2005.
- Luisa Lucchi, Empresaria venezolana, Presidenta del Miss Bolívar.
- Andrea Milroy, Miss Venezuela Mundo 2004.
- Ivian Sarcos, Miss Mundo 2011.

## Votos del Jurado
Durante los desfiles de traje de baño y traje de noche, el Jurado pudo votar por las candidatas al darle una puntuación en escala del 1-9..
| \| Candidata \| Candidatas \| Traje de Baño \| Traje de Noche \| Total \| \| ---------------- \| ----------------------------------------- \| ------------- \| -------------- \| ----- \| \| Zulia \| Karen Andrea Soto Lugo \| 8.5 \| 9.5 \| 18.00 \| \| Amazonas \| Yulibeth Jazmil"Yuly" Argarita Serrano \| 9.0 \| 7.0 \| 16.00 \| \| Lara \| Andrea Carolina Escobar Colombo \| 8.0 \| 8.75 \| 16.75 \| \| Carabobo \| Arianne Milagros Suárez Rodríguez \| 8.0 \| 8.0 \| 16.00 \| \| Miranda \| Aimé Patricia Carolina Hernández González \| 8.5 \| 8.5 \| 17.00 \| \| Aragua \| Yalibeth Guerra Ramos \| 8.0 \| 7.0 \| 15.00 \| \| Bolivar \| Alix Dayana Sosa González \| 7.0 \| 8.25 \| 15.25 \| \| Distrito Capital \| Maira Alexandra Rodríguez Herrera \| 7.5 \| 8.25 \| 15.75 \| \| Guárico \| Alexandra Stefany Meza Guédez \| 6.5 \| 6.0 \| 12.50 \| \| Mérida \| María Gabriela Silva Canelones \| 8.0 \| 7.75 \| 15.75 \| \| Nueva Esparta \| Laura Stephane Contreras Suárez \| 7.5 \| 7.5 \| 15.00 \| \| Táchira \| Oriana Reyes Rivera \| 7.0 \| 7.5 \| 14.50 \| | Miss Venezuela Mundo 1st Runner-up 2nd Runner-up Top 5 Finalistas Top 12 Semifinalistas (#) Rango en cada ronda de la competencia |               |                |       |
| Candidata | Candidatas | Traje de Baño | Traje de Noche | Total |
| Zulia | Karen Andrea Soto Lugo | 8.5           | 9.5            | 18.00 |
| Amazonas | Yulibeth Jazmil"Yuly" Argarita Serrano                                                                                            | 9.0           | 7.0            | 16.00 |
| Lara | Andrea Carolina Escobar Colombo                                                                                                   | 8.0           | 8.75           | 16.75 |
| Carabobo | Arianne Milagros Suárez Rodríguez                                                                                                 | 8.0           | 8.0            | 16.00 |
| Miranda | Aimé Patricia Carolina Hernández González                                                                                         | 8.5           | 8.5            | 17.00 |
| Aragua | Yalibeth Guerra Ramos | 8.0           | 7.0            | 15.00 |
| Bolivar | Alix Dayana Sosa González | 7.0           | 8.25           | 15.25 |
| Distrito Capital | Maira Alexandra Rodríguez Herrera                                                                                                 | 7.5           | 8.25           | 15.75 |
| Guárico | Alexandra Stefany Meza Guédez | 6.5           | 6.0            | 12.50 |
| Mérida | María Gabriela Silva Canelones | 8.0           | 7.75           | 15.75 |
| Nueva Esparta | Laura Stephane Contreras Suárez                                                                                                   | 7.5           | 7.5            | 15.00 |
| Táchira | Oriana Reyes Rivera | 7.0           | 7.5            | 14.50 |

## Candidatas Oficiales
12 candidatas fueron seleccionadas como resultado de los puntajes de las actividades preliminares que determinaron las doce chicas que compitieron en la final.
| Estado           | Candidata                                 | Edad | Ciudad Natal  |
| ---------------- | ----------------------------------------- | ---- | ------------- |
| Amazonas         | Yulibeth “Yuli” Jasmin Angarita Serrano   | 21   | Caracas       |
| Aragua           | Patricia Guerra Ramos                     | 23   | Caracas       |
| Bolívar          | Alix Dayana Sosa González                 | 24   | Caracas       |
| Carabobo         | Arianne Milagros Suárez Rodríguez         | 19   | Maracay       |
| Distrito Capital | Maira Alexandra Rodríguez Herrera         | 21   | Maracay       |
| Guárico          | Alexandra Estefany Meza Guédez            | 23   | Barquisimeto  |
| Lara             | Andrea Carolina Escobar Colombo           | 25   | Barquisimeto  |
| Mérida           | Maria Gabriela Silva Canelones            | 20   | Maracay       |
| Miranda          | Aimé Patricia Carolina Hernández González | 19   | Caracas       |
| Nueva Esparta    | Laura Stephane Contreras Suárez           | 21   | Caracas       |
| Táchira          | Oriana Reyes Rivera                       | 21   | San Cristóbal |
| Zulia            | Karen Andrea Soto Lugo                    | 21   | Maracaibo     |

### Preseleccionadas
23 candidatas fueron preseleccionadas para optar por la corona del miss Venezuela mundo 2013, las 12 participantes oficiales serán las que destaquen en las Pruebas de talento, Deportiva, Figura, Pasarela y Voluntariado social, logrando ocupar un puesto en la noche final del certamen.
| Estado     | Candidata                                | Edad | Ciudad Natal |
| ---------- | ---------------------------------------- | ---- | ------------ |
| Anzoátegui | Andrea Elena Vogiatzi Ruiz               | 25   | Cagua        |
| Apure      | María Alicia del Valle Montilla Ruiz     | 24   | Mérida       |
| Barinas    | Kristina Johanna María De Munter Cavazza | 25   | Caracas      |
| Cojedes    | Vicmary Chiquinquirá Nieves Romero       | 21   | La Victoria  |
| Falcón     | Iranel de las Nieves González Vicuña     | 21   | Maracay      |
| Monagas    | Glendys Aniela Ávila Salina              | 22   | Valencia     |
| Portuguesa | Indrany Vanessa Aparicio Carios          | 20   | Caracas      |
| Sucre      | Milunay Freites Hull                     | 21   | Ciudad Ojeda |
| Trujillo   | Thea Cleo Nice Sichini Comunian          | 19   | Valencia     |
| Vargas     | Inyer Estrella Tejeda                    | 24   | Valencia     |
| Yaracuy    | Daniela Verónica Sánchez Fernández       | 23   | Maracaibo    |

## Datos acerca de las candidatas
- Algunas de las delegadas del Miss Venezuela Mundo 2013 han participado en otros certámenes de importancia nacionales e internacionales:
  - Kristina de Munter (Barinas) participó sin éxito en Miss Internacional 2011 y Miss Tierra 2013 en representación de Bélgica.
  - Karen Soto (Zulia) participó Miss World Next Top Model 2011,   representó a Costa Oriental en Miss Venezuela 2010 donde se posicionó entre el Top 10 de las finalistas y representó a Venezuela en el Miss Mundo 2013 sin éxito.
  - Maira Rodríguez (Distrito Capital) representó a Amazonas en el Miss Venezuela 2014 donde ganó de Miss Venezuela Tierra 2014 (Tercer lugar) y representó a Venezuela en el Miss Tierra 2014 donde se posicionó como Miss Tierra Agua 2014 (Tercer lugar).
  - Laura Contreras (Nueva Esparta) ganó Miss Globe Venezuela 2010 y representó a Venezuela en el Miss Globe Internacional 2010 donde quedó de Segunda Finalista y participó sin éxito en Chica HTV 2012.
  - Andrea Escobar (Lara) Feria internacional de Barquisimeto 2009 (primera finalista), Srta. Centro-occidental 2010 (2.ª. finalista) y representó a estado de Yaracuy en el Miss Venezuela 2010 sin éxito, pero obtuvo la banda de Mejor Pasarela.
  - Arianna Suárez (Carabobo) gue ganadora de Teen Model Venezuela 2010, Súper Model of Venezuela 2009.
  - Yuly Argarita (Amazonas) participó en Top Model Internacional, Miss Carabobo y en el Reinado Internacional del Café 2015 posicionándose como Primera Princesa.
  - Alix Sosa (Bolívar) Miss Grand Venezuela 2013 y participó en el Miss Grand Internacional 2014 posicionándose en el Top 20 de las Semifinalistas y participó sin éxito en Chica HTV 2011.